# Otávio Augusto
Otávio Augusto de Azevedo Sousa (São Manuel, 30 de janeiro de 1945), é um ator, comediante, sindicalista e diretor brasileiro.

## Biografia
Otávio nasceu em 1945 no município de São Manuel, no interior de São Paulo. Permaneceu na cidade até os 14 anos quando mudou-se para São Paulo.
Iniciou sua carreira ainda na adolescência trabalhando na Rádio São Paulo, onde atuou na radionovela O Herói do Sertão onde interpretou Jerônimo. Ainda na rádio, trabalhou na Rádio Record em um programa com o sambista paulistano Adoniran Barbosa no programa História das Malocas.
No ano de 1966, iniciou sua carreira nos palcos na peça Os Inimigos, de Máximo Gorki, dirigido pelo dramaturgo paulista José Celso Martinez Corrêa. Conhecendo Zé Celso, entrou para o grupo de teatro paulistano do Teatro Oficina, importante grupo teatral de São Paulo. Em diversas produções pelo teatro oficina participou de peças como Galileu Galilei de Bertolt Brecht. Após anos no Teatro Oficina, Otávio afastou-se do grupo, indo para trabalhar em outras peças como Hamlet do dramaturgo britânico William Shakespeare dirigido por Flávio Rangel.
Em 2023 comemorou 60 anos de carreira com o espetáculo "A Tropa" no teatro.

### Carreira na televisão
Em 1965, fez sua estreia na televisão com a novela Turbilhão na TV Record.
Na década de 1970, trabalhou como grandes nomes da dramaturgia brasileira como Antônio Abujamra, Bráulio Pedroso e Antônio Pedro. No ano que abriu os anos 1970, fez sua estreia no cinema com o filme A Guerra dos Pelados dirigido por Sylvio Back. Em 1978, ao lado de Marieta Severo, encenou a peça Ópera do Malandro escrita pelo compositor Chico Buarque.
Também na década ingressou na vida sindical sendo presidente do Sated/RJ - Sindicato dos Artistas do Rio de Janeiro por dois mandatos de 1975 a 1978 e posteriormente de 1985 a 1989.
Na década de 1980, interpretou papéis marcantes na teledramaturgia brasileira como Jorge Moreno em Selva de Pedra e General Célio na novela Roque Santeiro. Em 1985, venceu o Kikito de Ouro do Festival de Gramado de 'Melhor ator Coadjuvante' pelo seu filme Noite de Gilberto Loureiro.
Na década de 1990, interpretou Lourival em Mico Preto e Afonso Henrique na novela Fera Ferida Em 1997, venceu o Prêmio Shell de 'Melhor ator' pela peça A dama do Cerrado.
Na década de 2000, Otávio participou de importantes produções da Rede Globo como Três Irmãs, Os Maias, Paraíso Tropical, Sai de Baixo e JK. Em 2006, venceu o Kikito de Ouro do Festival de Gramado de 'melhor ator coadjuvante' por seu papel no longa Anjos do Sol dirigido por Rudi Lagemann.
Entre 2011 e 2014, participou da série A Grande Família em participação especial. Em 2020, integrou o elenco de Salve-se Quem Puder.

### Carreira no cinema

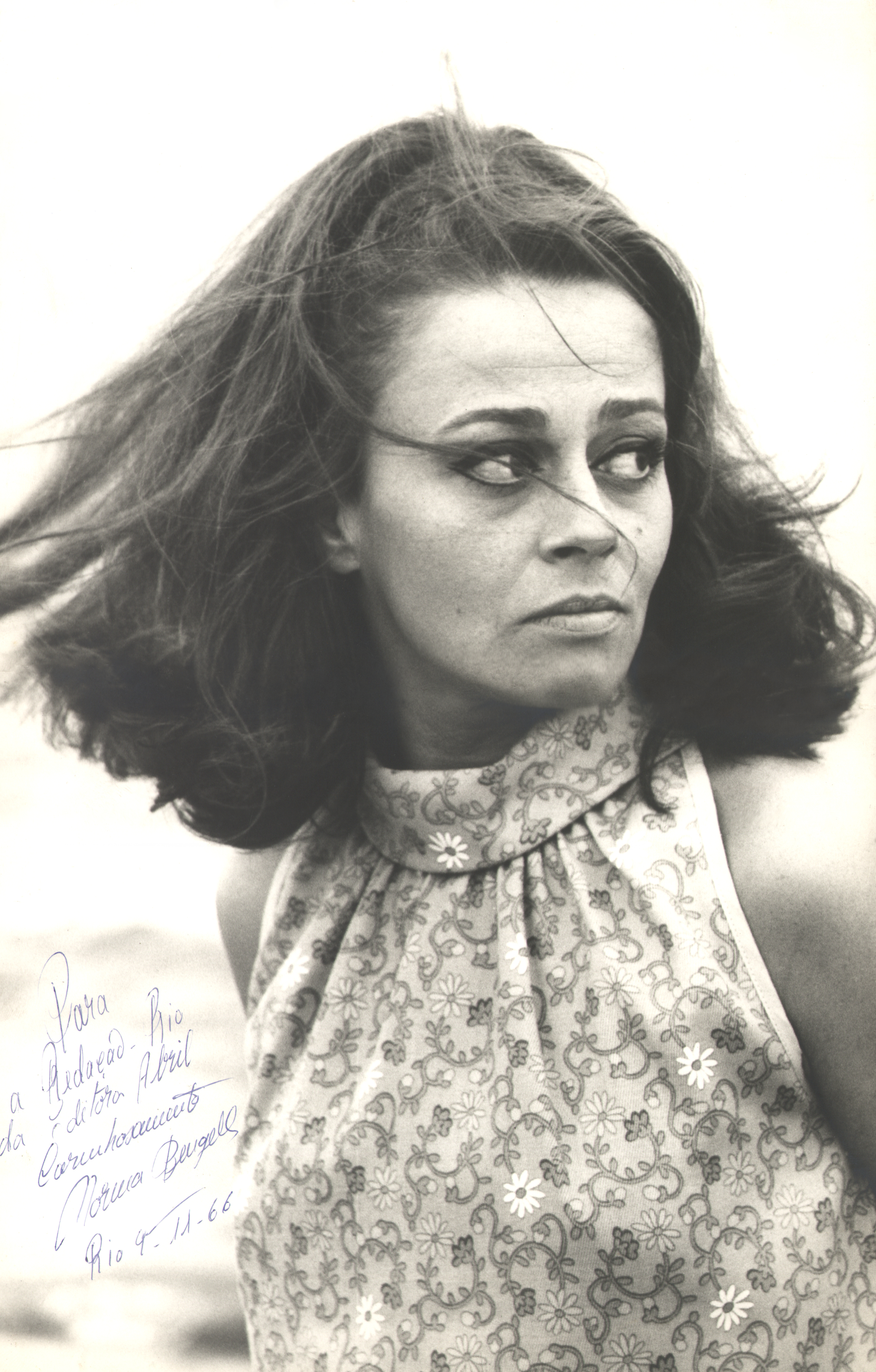
Otávio Augusto trabalhou com a atriz Norma Bengell (foto) no filme Mar de Rosas (1977).

Estreou nas telonas em 1970 no filme A Guerra dos Pelados como Ricarte. No ano seguinte, viveu um advogado em O Capitão Bandeira contra o Dr. Moura Brasil e um miliciano em Prata Palomares. Em 1972, atuou no longa A Viúva Virgem como um cineasta e, logo em seguida, atuou como Vavá em Vai Trabalhar, Vagabundo! e como Bruno em A Filha de Madame Betina. Em 1974, encarnou na pele de João Silva em Relatório de um Homem Casado e, posteriormente, deu vida a um assassino em A Extorsão e esteve no elenco de Deixa Amorzinho... Deixa.
Em 1976, fez uma participação especial em O Vampiro de Copacabana como Luis; esteve em cartaz no filme As Desquitadas em Lua-De-Mel e Noite sem Homem como Benvindo. No ano seguinte, interpretou Farath em O Crime do Zé Bigorna; Um Brasileiro Chamado Rosa Flor e foi destaque como Orlando Brade em Mar de Rosas, este último, além de atuar ao lado da atriz consagrada Norma Bengell, também foi eleito 'Melhor Ator' no Festival Internacional de Cinema de Toronto e Troféu APCA. Em 1978, esteve no elenco de Assim Era a Pornochanchada e O Coronel e o Lobisomem como Baltazar. Concluiu a década nos longas Eu Matei Lúcio Flávio como instrutor; Inquietações de Uma Mulher Casada como Luís Antônio e Muito Prazer como Ivan, este último, foi eleito 'Melhor Ator' pelo Festival de Brasília.
No início da década de 1980, participou dos longas O Torturador; Terror e Êxtase como Tatuzinho; Mulher Sensual como um jornalista, além de fazer participação especial em O Fruto do Amor. Em 1981, deu vida a Maurílio em O Sequestro. No ano seguinte, esteve no elenco de Dôra Doralina e Insônia. Logo em seguida, atuou em Amor Estranho Amor como Doutor Itamar, foi um representante de bebidas em Profissão Mulher e encarnou João em Um Casal a Três. Em 1984, atuou como Delegado Carlos Chuab, personagem que o garantiu o Festival de Gramado como 'Melhor Ator Coadjuvante'. Três anos mais tarde, trabalhou em Eternamente Pagu e foi Marcelo Cerqueira em Leila Diniz. Encerrou o decênio nas obras Banana Split, Festa como Mordomo (eleito 'Melhor Ator Coadjuvante' no Festival do Rio) e Lua Cheia como Wellington.
No início da década de 1990, fez participação especial em Manobra Radical e esteve em Vai Trabalhar, Vagabundo II: a Volta como Sampaio. Em 1994, interpretou um funcionário do Instituto Médico Legal em Sábado e, no ano seguinte, deu vida aos personagens Valdomiro e um Senador em As Meninas e Jenipapo, respectivamente. Em 1996, participou do longa Doces Poderes como Leo Miranda e, posteriormente, participou das obras Ed Mort como chefe de polícia, e O Cangaceiro, na pele de Coronel Aniceto. Concluiu o decênio nos filmes Boleiros - Era uma Vez o Futebol... e Central do Brasil, como o juiz Virgílio (Pênalti) e Pedrão, respectivamente.
No início da década de 2000, participou da curta-metragem BMW Vermelho e Pracinha; além de longas Bufo & Spallanzani e O Príncipe, este último, na pele de um jornalista. Em 2005, esteve na pele de Edgar em Bendito Fruto e, um ano mais tarde, viveu o filho de Virgílio (Pênalti) em Boleiros 2 - Vencedores e Vencidos e encarnou como João do Rio em Brasília 18%. Concluiu a década interpretando o personagem Edmundo em Polaroides Urbanas, além de integrar o elenco como narrador do filme O Demoninho de Olhos Pretos.
Em outubro de 2024, participou das gravações do curta-metragem “Notícias da Lua” que foi realizado pela produtora Café Preto Filmes. Nesta obra cinematográfica atuou como Astor, o zelador da escola que é fascinado por ciências e astronomia. O filme, dirigido e roteirizado pelo catarinense Sérgio Azevedo, traz uma história sensível e inovadora sobre o autismo e a paixão pela astronomia. Todas as cenas do curta- metragem foram gravadas integralmente na cidade de Criciúma. Os lugares da cidade de Criciúma que serviram de cenário para o filme foram o Parque Astronômico Albert Einstein E=mc², a Escola Municipal de Educação Básica Jorge da Cunha Carneiro e a Praça do Congresso. O curta-metragem “Notícias da Lua” tem estreia prevista para ocorrer em um festival de cinema no primeiro semestre de 2025.

## Vida pessoal
Foi casado com a atriz Beth Pinho Souza entre 1971 e 1985, com quem teve duas filhas: Manuela e Mariana. Conheceu sua colega de trabalho, a atriz Cristina Mullins, com quem veio a se casar em 1986 e permancem juntos atualmente. O casal não teve filhos e mantem um casamento de mais de 35 anos.
Em 2018 foi diagnosticado com hidrocefalia ao passar mal nos testes para viver o personagem Dodô, de Segundo Sol, sendo substituído pelo ator José de Abreu.

## Filmografia

### Televisão
| Ano  | Título                                   | Personagem                       | Nota                                                    |
| ---- | ---------------------------------------- | -------------------------------- | ------------------------------------------------------- |
| 1965 | Turbilhão                                | Lúcio                            |                                                         |
| 1965 | O Segredo de Ana Maria                   | Gerson                           |                                                         |
| 1966 | Anjo Marcado                             | Nicanor Batista                  |                                                         |
| 1967 | Os Miseráveis                            | Javert                           |                                                         |
| 1969 | Super Plá                                | Silas                            |                                                         |
| 1972 | Tempo de Viver                           | Tony                             |                                                         |
| 1973 | Os Ossos do Barão                        | Manhfredo                        | Participação Especial                                   |
| 1975 | Escalada                                 | Horácio Bastos                   |                                                         |
| 1975 | O Grito                                  | Henrique                         |                                                         |
| 1978 | Os Trapalhões                            | Vários Personagens               |                                                         |
| 1979 | Os Gigantes                              | Promotor                         |                                                         |
| 1980 | Coração Alado                            | Fábio                            |                                                         |
| 1981 | Baila Comigo                             | Mauro Leme                       |                                                         |
| 1982 | Terras do Sem-Fim                        | Juca                             |                                                         |
| 1982 | Sétimo Sentido                           | Jorge                            |                                                         |
| 1983 | Caso Verdade                             | Zé Maria                         | Episódio: "S.O.S Araxá: Avião em Vôo Cego"              |
| 1983 | Louco Amor                               | Rodolfo                          |                                                         |
| 1984 | Transas e Caretas                        | Danilo                           |                                                         |
| 1985 | Roque Santeiro                           | General Célio                    |                                                         |
| 1986 | Selva de Pedra                           | Jorge Moreno                     |                                                         |
| 1987 | Corpo Santo                              | Delegado Arturzão                |                                                         |
| 1989 | República                                | Alberto Gusmão                   |                                                         |
| 1989 | Tieta                                    | Marcolino Pitombo                |                                                         |
| 1990 | Mico Preto                               | Lourival                         |                                                         |
| 1991 | Meu Marido                               | Rubens                           |                                                         |
| 1991 | Vamp                                     | Osvaldo Matoso                   |                                                         |
| 1992 | Você Decide                              | Edmundo Peçanha                  | Episódio: "Em Nome do Filho"                            |
| 1993 | Sex Appeal                               | Caio                             |                                                         |
| 1993 | Fera Ferida                              | Afonso Henriques                 |                                                         |
| 1993 | Você Decide                              | —                                | Episódio: "Escrito nas Estrelas"                        |
| 1994 | Você Decide                              | Antônio                          | Episódio: "Matriz e Filial"                             |
| 1994 | Xuxa Especial: Ver para Crer             | Bilheteiro                       | Especial de Fim de Ano                                  |
| 1995 | A Próxima Vítima                         | Ulisses Carvalho                 |                                                         |
| 1995 | Engraçadinha: Seus Amores e Seus Pecados | Vasconcelos                      |                                                         |
| 1996 | O Fim do Mundo                           | Tonico Laranjeira                |                                                         |
| 1996 | Anjo de Mim                              | Sinésio                          |                                                         |
| 1997 | Você Decide                              | —                                | Episódio: "O Mistério do Chupa-Cabra"                   |
| 1997 | Por Amor                                 | Pedro Viana                      |                                                         |
| 1998 | Dona Flor e Seus Dois Maridos            | Calabrês                         |                                                         |
| 1999 | Andando nas Nuvens                       | Alexandre (Alex)                 |                                                         |
| 1999 | Força de um Desejo                       | Eurico Navarro (Dr. Navarro)     |                                                         |
| 2000 | Sai de Baixo                             | Jaime                            | Episódio: "A Noite do Bacalhau"                         |
| 2000 | Brava Gente                              | Jordão                           | Episódio: "Condomínio"                                  |
| 2001 | Os Maias                                 | Conde de Gouvarinho              |                                                         |
| 2001 | A Padroeira                              | Manuel Cintra                    |                                                         |
| 2002 | Esperança                                | Manolo Ramirez                   |                                                         |
| 2002 | Os Normais                               | Afonso                           | Episódio: "Viajar é Normal"                             |
| 2003 | Agora É que São Elas                     | Modesto Pitombo                  |                                                         |
| 2003 | Kubanacan                                | Hector Hernandes                 | Episódio: "14-17 de outubro"                            |
| 2003 | A Grande Família                         | Bocada                           | Episódio: "O Refúgio do Guerreiro"                      |
| 2004 | Cabocla                                  | José de Oliveira (Zé da Estação) |                                                         |
| 2005 | Carandiru, Outras Histórias              | Valdemir                         | Episódio: "I Love Story I" Episódio: "Indulto de Natal" |
| 2005 | A Lua Me Disse                           | Alberto Queiroz                  |                                                         |
| 2006 | Tempo de Viver                           |                                  | Produzida e exibida somente em Portugal                 |
| 2006 | JK                                       | Benedito Valadares               |                                                         |
| 2006 | Cobras & Lagartos                        | Serafim Padilha                  |                                                         |
| 2007 | Paraíso Tropical                         | Osvaldo                          | Episódios: "5-10 de março"                              |
| 2007 | Toma Lá, Dá Cá                           | Deputado Marreta                 | Episódio: "O Dia em que a Terra Tremeu"                 |
| 2007 | Duas Caras                               | Antônio de Andrade               |                                                         |
| 2008 | Três Irmãs                               | Francisco Benete (Chuchu)        |                                                         |
| 2010 | Tempos Modernos                          | Faustaço Lumbriga                |                                                         |
| 2010 | Araguaia                                 | Padre Emílio                     |                                                         |
| 2011 | A Grande Família                         | Dr. Mesquita                     |                                                         |
| 2012 | O Brado Retumbante                       | Benjamin Ventura (Beijo)         |                                                         |
| 2012 | As Brasileiras                           | Seu Loureiro                     | Episódio: "A De Menor do Amazonas"                      |
| 2012 | Avenida Brasil                           | Diógenes Viegas                  |                                                         |
| 2013 | O Dentista Mascarado                     | Eurico Paladino                  |                                                         |
| 2014 | Doce de Mãe                              | Júlio                            |                                                         |
| 2014 | A Grande Família                         | Mesquita                         | Episódio: "Rock and Roll Nunca Morre"                   |
| 2014 | Alto Astral                              | Vicente Martins                  |                                                         |
| 2015 | Os Experientes                           | Nicanor                          | Episódio: "O Primeiro Dia"                              |
| 2016 | A Lei do Amor                            | Senador César Venturini          |                                                         |
| 2019 | Eu, a Vó e a Boi                         | Orlando                          |                                                         |
| 2019 | Hebe                                     | Abelardo Barbosa (Chacrinha)     | Episódio: "7" Episódio: "10"                            |
| 2020 | Salve-se Quem Puder                      | Ignácio Máximo                   |                                                         |
| 2023 | Vai na Fé                                | Aurélio Siqueira                 | Episódio: "21-25 de fevereiro"                          |
| 2024 | Cosme e Damião: Quase Santos             | Padre Nelson                     | Episódio: "O Defunto"                                   |

### Cinema
| Ano  | Título                                       | Personagem                | Notas              |  |
| ---- | -------------------------------------------- | ------------------------- | ------------------ |  |
| 1970 | A Guerra dos Pelados                         |                           |                    |  |
| 1971 | O Capitão Bandeira contra o Dr. Moura Brasil | Advogado                  |                    |  |
| 1971 | Prata Palomares                              | Militar                   |                    |  |
| 1972 | A Viúva Virgem                               | Cineasta                  |                    |  |
| 1972 | Elas                                         |                           |                    |  |
| 1972 | O Doce Esporte do Sexo                       |                           |                    |  |
| 1973 | Vai Trabalhar, Vagabundo                     | Sampaio                   |                    |  |
| 1973 | A Filha de Madame Betina                     | Bruno                     |                    |  |
| 1974 | Relatório de um Homem Casado                 | João Silva                |                    |  |
| 1975 | A Extorsão                                   | Assassino                 |                    |  |
| 1975 | Deixa Amorzinho... Deixa                     |                           |                    |  |
| 1976 | O Vampiro de Copacabana                      | Luiz                      |                    |  |
| 1976 | As Desquitadas em Lua-De-Mel                 |                           |                    |  |
| 1976 | Noite sem Homem                              |                           |                    |  |
| 1977 | O Crime do Zé Bigorna                        | Farath                    |                    |  |
| 1977 | Um Brasileiro Chamado Rosa Flor              |                           |                    |  |
| 1978 | Assim Era a Pornochanchada                   |                           |                    |  |
| 1978 | Mar de Rosas                                 | Orlando Barde             |                    |  |
| 1979 | Eu Matei Lúcio Flávio                        | Instrutor                 |                    |  |
| 1979 | Muito Prazer                                 | Ivan                      |                    |  |
| 1979 | O Coronel e o Lobisomem                      | Baltazar                  |                    |  |
| 1979 | Inquietações de uma Mulher Casada            | Luís Antônio              |                    |  |
| 1980 | O Torturador                                 | Chuchu                    |                    |  |
| 1980 | Terror e Êxtase                              | Tatuzinho                 |                    |  |
| 1980 | Mulher Sensual                               |                           |                    |  |
| 1980 | O Fruto do Amor                              |                           |                    |  |
| 1981 | O Sequestro                                  | Maurílio                  |                    |  |
| 1982 | Amor Estranho Amor                           | Dr. Itamar                |                    |  |
| 1982 | Dora Doralina                                |                           |                    |  |
| 1982 | Insônia                                      |                           |                    |  |
| 1982 | Profissão Mulher                             |                           |                    |  |
| 1982 | Um Casal a Três                              |                           |                    |  |
| 1984 | Noite                                        | Delegado Carlos Chuab     |                    |  |
| 1987 | Eternamente Pagu                             | Geraldo Ferraz            |                    |  |
| 1987 | Leila Diniz                                  | Marcelo Cerqueira         |                    |  |
| 1988 | Banana Split                                 | Pai de Nei                |                    |  |
| 1989 | Festa                                        | Maître                    |                    |  |
| 1989 | Lua Cheia                                    | Wellington                |                    |  |
| 1991 | Manobra Radical                              | Ruy                       |                    |  |
| 1991 | Vai Trabalhar Vagabundo II, a Volta          | Sampaio                   |                    |  |
| 1994 | Sábado                                       | Papa-defunto              |                    |  |
| 1995 | As Meninas                                   | Valdomiro                 |                    |  |
| 1995 | Jenipapo                                     | Senador Emilio Mattar     |                    |  |
| 1996 | Doces Poderes                                | Deputado Léo Miranda      |                    |  |
| 1997 | Ed Mort                                      | Delegado Mariano          |                    |  |
| 1997 | O Cangaceiro                                 | Coronel Aniceto           |                    |  |
| 1998 | Boleiros - Era uma Vez o Futebol...          | Virgílio Pênalti          |                    |  |
| 1998 | Central do Brasil                            | Pedrão                    |                    |  |
| 2000 | BMW Vermelho                                 |                           | Curta-metragem     |  |
| 2001 | Bufo & Spallanzani                           |                           |                    |  |
| 2002 | O Príncipe                                   | Renato                    |                    |  |
| 2003 | Pracinha                                     |                           | Curta-metragem     |  |
| 2005 | Bendito Fruto                                | Edgar                     |                    |  |
| 2006 | Boleiros 2 - Vencedores e Vencidos           | Filho de Virgílio Pênalti |                    |  |
| 2006 | Brasília 18%                                 | João do Rio               |                    |  |
| 2006 | Anjos do Sol                                 | Lourenço                  |                    |  |
| 2008 | Polaróides Urbanas                           | Edmundo                   |                    |  |
| 2009 | O Demoninho de Olhos Pretos                  |                           |                    |  |
| 2012 | Cara ou Coroa                                |                           |                    |  |
| 2013 | A Memória que me Contam                      | Ricardo                   |                    |  |
| 2013 | Giovanni Improtta                            |                           |                    |  |
| 2013 | Dores de Amores                              | Pai                       |                    |  |
| 2014 | Made in China                                | Seu Nazir                 |                    |  |
| 2015 | Sorria, Você Está Sendo Filmado - O Filme    | Valdir                    |                    |  |
| 2016 | Uma Noite em Sampa                           |                           |                    |  |
| 2017 | Histórias que Nosso Cinema (Não) Contava     |                           | Imagens de arquivo |  |
| 2018 | Como É Cruel Viver Assim                     | Velho                     |                    |  |
| 2018 | Além do Homem                                |                           |                    |  |
| 2018 | Tito e os Pássaros                           |                           | Dublagem           |  |
| 2020 | Carlinhos e Carlão                           | Angelo                    |                    |  |
| 2021 | Amigas de Sorte                              | Paulo                     |                    |  |
| 2022 | Eduardo e Mônica                             | Seu Bira                  |                    |  |
| 2025 | Notícias da Lua                              | Astor                     | Curta-metragem     |  |

## Teatro
| Ano  | Título                                                    | Papel            | Ref.    |
| ---- | --------------------------------------------------------- | ---------------- | ------- |
| 1963 | Pequenos Burgueses                                        | Chichkin         | [ 93 ]  |
| 1966 | Os Inimigos                                               | Chefe da Polícia | [ 94 ]  |
| 1967 | O Rei da Vela                                             | Perdigoto        | [ 95 ]  |
| 1967 | Marat/Sade                                                |                  | [ 96 ]  |
| 1968 | Galileu Galilei                                           | Federzoni        | [ 97 ]  |
| 1969 | Hamlet                                                    |                  | [ 98 ]  |
| 1969 | Na Selva das Cidades                                      | Pai              | [ 99 ]  |
| 1970 | Os Rapazes da Banda                                       | Donald           | [ 100 ] |
| 1970 | A Cantora Careca                                          |                  | [ 101 ] |
| 1972 | O Interrogatório                                          |                  | [ 102 ] |
| 1972 | A Vida Escrachada de Joana Martini e Baby Stompanato      |                  | [ 103 ] |
| 1973 | Amanhã, Amélia, de Manhã                                  |                  | [ 104 ] |
| 1973 | O Amante de Madame Vidal                                  |                  | [ 105 ] |
| 1973 | Encontro no Bar                                           |                  | [ 106 ] |
| 1974 | Mais Quero Asno que me Carregue que Cavalo que me Derrube |                  | [ 107 ] |
| 1975 | A Noite dos Campeões                                      |                  | [ 108 ] |
| 1976 | Os Filhos de Kennedy                                      |                  | [ 109 ] |
| 1977 | Entre Quatro Paredes                                      | Garcin           | [ 110 ] |
| 1978 | Ópera do Malandro                                         | Max Overseas     | [ 111 ] |
| 1979 | Murro em Ponta de Faca                                    |                  | [ 112 ] |
| 1980 | Longa Jornada Noite Adentro                               |                  | [ 113 ] |
| 1982 | Hedda Gabler                                              | Jörgen Tesman    | [ 114 ] |
| 1983 | O Olho Azul da Falecida                                   |                  | [ 115 ] |
| 1984 | O Banquete                                                |                  | [ 116 ] |
| 1985 | Pô! Romeu                                                 |                  | [ 117 ] |
| 1986 | Mulher, o Melhor Investimento                             |                  | [ 118 ] |
| 1987 | Lua Nua                                                   |                  | [ 119 ] |
| 1989 | Suburbano Coração                                         |                  | [ 120 ] |
| 1993 | Querido Mundo                                             |                  | [ 121 ] |
| 1996 | A Dama do Cerrado                                         |                  |         |
| 2000 | A Controvérsia                                            |                  | [ 122 ] |
| 2002 | Intimidade Indecente                                      |                  | [ 123 ] |
| 2002 | É...                                                      |                  | [ 124 ] |
| 2003 | O Dia do Redentor                                         |                  | [ 125 ] |
| 2009 | Rock ´n´ Roll                                             |                  |         |
| 2022 | A Tropa                                                   | Pai              | [ 95 ]  |

## Prêmios e Indicações
| Ano  | Premiação                                                       | Categoria                     | Nomeação                | Resultado | Ref     |
| ---- | --------------------------------------------------------------- | ----------------------------- | ----------------------- | --------- | ------- |
| 1977 | Festival Internacional de Cinema de Toronto                     | Melhor Ator                   | Mar de Rosas            | Venceu    |         |
| 1979 | Troféu Associação Paulista de Críticos de Arte (APCA)           | Melhor Ator                   | Mar de Rosas            | Venceu    | [ 42 ]  |
| 1979 | Troféu Candango do Festival Internacional de Cinema de Brasília | Melhor Ator                   | Muito Prazer            | Venceu    | [ 47 ]  |
| 1985 | Kikito de Ouro do Festival de Gramado                           | Melhor Ator Coadjuvante       | Noite                   | Venceu    | [ 17 ]  |
| 1989 | Prêmio Shell                                                    | Melhor Ator                   | Suburbano Coração       | Venceu    | [ 126 ] |
| 1990 | Troféu Associação Paulista de Críticos de Arte (APCA)           | Melhor Ator Coadjuvante       | Lua Cheia               | Venceu    | [ 127 ] |
| 1992 | Troféu Associação Paulista de Críticos de Arte (APCA)           | Melhor Ator                   | Vamp                    | Venceu    | [ 127 ] |
| 1993 | Prêmio SATED/RJ                                                 | Melhor Ator                   | Querido Mundo           | Venceu    | [ 128 ] |
| 1996 | Prêmio Guarani de Cinema Brasileiro                             | Melhor Ator Coadjuvante       | As Meninas              | Venceu    | [ 127 ] |
| 1996 | Troféu Associação Paulista de Críticos de Arte (APCA)           | Melhor Ator Coadjuvante       | Sábado                  | Venceu    |         |
| 1997 | Prêmio Shell                                                    | Melhor Ator                   | A Dama do Cerrado       | Indicado  | [ 129 ] |
| 2001 | Miami Brazilian Film Festival                                   | Melhor Ator                   | BMW Vermelho            | Venceu    |         |
| 2001 | Prêmio Arte Qualidade Brasil - SP                               | Melhor Ator Coadjuvante       | A Padroeira             | Venceu    |         |
| 2001 | Prêmio Arte Qualidade Brasil - RJ                               | Melhor Ator Coadjuvante       | A Padroeira             | Venceu    |         |
| 2003 | Prêmio Arte Qualidade Brasil - RJ                               | Melhor Ator Coadjuvante       | Agora É Que São Elas    | Indicado  |         |
| 2005 | Prêmio Arte Qualidade Brasil - SP                               | Melhor Ator                   | Bendito Fruto           | Indicado  |         |
| 2005 | Prêmio Arte Qualidade Brasil - RJ                               | Melhor Ator                   | Bendito Fruto           | Indicado  |         |
| 2006 | Prêmio Guarani de Cinema Brasileiro                             | Melhor Ator Coadjuvante       | Anjos do Sol            | Indicado  | [ 127 ] |
| 2006 | Kikito de Ouro do Festival de Gramado                           | Melhor Ator Coadjuvante       | Anjos do Sol            | Venceu    | [ 17 ]  |
| 2006 | Prêmio Arte Qualidade Brasil                                    | Melhor Ator Coadjuvante       | Anjos do Sol            | Indicado  | [ 127 ] |
| 2006 | Prêmio ACIE de Cinema                                           | Melhor Ator                   | Bendito Fruto           | Venceu    | [ 127 ] |
| 2007 | Grande Prêmio do Cinema Brasileiro                              | Melhor Ator                   | Bendito Fruto           | Indicado  | [ 127 ] |
| 2010 | Prêmio Shell                                                    | Melhor Ator                   | Rock N’ Roll            | Indicado  | [ 130 ] |
| 2010 | Festival Iberoamericano de Cinema de Sergipe                    | Melhor Ator em Curta-metragem | Revertere Ad Locum Tuum | Venceu    | [ 131 ] |